# حوامیم
حوامیم، مجموعه سوره‌هایی از قرآن است که با حروف مقطعه حم حا-میم شروع می‌شوند. این هفت سوره مکی به ترتیب، عبارت است از: سوره غافر، سوره فصلت، سوره شوری، سوره زخرف، سوره دخان، سوره جاثیه و سوره احقاف.
اولین سوره از این سوره‌ها، غافر است و به همین دلیل به آن حم اولی نیز گفته می‌شود.